# Eupithecia xylopsis
Eupithecia xylopsis är en fjärilsart som beskrevs av Claude Herbulot 1954. Eupithecia xylopsis ingår i släktet Eupithecia och familjen mätare. Inga underarter finns listade i Catalogue of Life.